# Джума-мечеть (Гянджа)
Джума мечеть в Гяндже (азерб. Gəncə Cümə məscidi) — мечеть, расположенная в центре Гянджи. Построена в 1606 году по проекту архитектора Шейх Баха ад-Дина. Также часто называется «Мечеть шах Аббаса» (азерб. Şah Abbas məscidi), так как была построена по поручению шаха Персии из династии Сефевидов Аббаса I Великого в годы его правления.
В 1776 году к зданию мечети были пристроены два минарета. Мечеть построена из традиционного для Гянджи красного кирпича. При мечети долгое время функционировало медресе, в котором в своё время преподавал каллиграфию известный азербайджанский поэт и учёный Мирза Шафи Вазех.
В 2008 году здание мечети было капитально отреставрировано. В ходе ремонтных работ были найдены вложенные в конверт старые российские царские купюры столетней давности. Эта находка позволила сделать вывод, что в последний раз ремонтно-восстановительные работы на территории мечети проводились в 1910 году, а не в конце XVIII века при Джавад-хане, как это предполагалось ранее.